# Диалектическа логика
Диалектическата логика е логическо учение на диалектическия материализъм, наука за законите и формите на отражение в мисленето на развитието и изменението на обективния свят, за закономерностите на познанието на истината. Диалектическата логика не отхвърля формалната логика, а позволява да се уточнят границите ѝ, място и роля в изучаване законите и формите на мисленето. Докато формалната логика е наука за законите и формите на отражението в мисленето на постоянството, покоя в обективния свят, то спецификата на диалектическата логика се състои в изучаване на отражението в законите и формите на мисленето на процесите на развитието, вътрешните противоречия на явленията, тяхното качествено изменение, преминаването от едно явление в друго. 